# Synegia punctinervis
Synegia punctinervis är en fjärilsart som beskrevs av Holloway 1976. Synegia punctinervis ingår i släktet Synegia och familjen mätare. Inga underarter finns listade i Catalogue of Life.